# Tema (film, 1987)
Tema (rusko Тема) je ruski romantični komično-dramski film iz leta 1979, ki ga je režiral Gleb Panfilov in zanj tudi napisal scenarij skupaj z Aleksandrom Červinskim. V glavnih vlogah nastopajo Mihail Uljanov, Ina Čurikova, Stanislav Ljubšin in Jevgenij Vesnik. Zgodba prikazuje uspešnega egoističnega dramatika Kima Jesenina (Uljanov), ki se je dovolil režimu prepričati v pisanje konformističnih dram ter se nezadovoljen s svojimi zadnjimi deli sooča s pisateljsko blokado in tudi krizo vesti. V Suzdal se s študentko in ljubico Svetlano Natalija Seleznjova ter prijateljem in pisateljem Igorjem (Vesnik) odpravi na počitek in iskanje zgodovinskih tem za novo dramo. Tam naleti na kustosinjo Sašo (Čurikova), ki pozna njegova dela, in se zaljubi vanjo, toda njegove drame označi za povprečne in nemoralne ter ga odločno zavrne. 
Film je bil po zaprtem predvajanju za Komunistično partijo Sovjetske zveze premierno prikazan v sovjetskih kinematografih močno cenzuriran leta 1979, v celoti pa šele leta 1986 ob odpiranju družbe v času Glasnosti. Ta različica je na Mednarodnem filmskem festivalu v Berlinu kot drugi sovjetski film osvojila glavno nagrado zlati medved, prvi je bil Vzpon leta 1977. Osvojil pa je tudi nagrade Mednarodnega združenja filmskih kritikov, C.I.C.A.E., C.I.D.A.L.C. in nagrado Otta Dibeliusa, slednjo skupaj s filmom Siekierezada.

## Vloge
- Mihail Uljanov kot Kim Jesenin
- Ina Čurikova kot Saša Nikolajeva
- Stanislav Ljubšin kot grobar
- Jevgenij Vesnik kot Igor Pasčin
- Jevgenija Nečajeva kot Marija Aleksandrovna
- Natalija Seleznjova kot Svetlana
- Sergej Nikonenko kot Sinicin